# Козин, Николай Иванович (учёный)
Николай Иванович Козин (13 января 1888 — 4 октября 1975) — советский учёный, специалист в области химии, технологии и товароведения пищевых жиров и эмульсий, доктор технических наук, профессор, заслуженный деятель науки и техники РСФСР, один из создателей советской пищевой промышленности.

## Биография
Родился 13 января 1888 года[по какому календарю?] в селе Красное-на-Волге Костромской губернии, известном как центр ювелирного промысла по изготовлению недорогих серебряных и медных украшений. Отец — Иван Поликарпович Козин, из крестьян, старообрядец, был работником артели серебрянодельцев и имел личное клеймо мастера; мать — Анна Николаевна, старшая из дочерей многодетной семьи Полянских из Костромы. Родители в 7 лет отдали мальчика на воспитание в семью Полянских, где он прожил до окончания в 1906 году костромского реального училища.
Осенью того же года Николай Козин был зачислен в Московский коммерческий институт, в 1910 году окончил его коммерческо-технический факультет и поступил в Московский сельскохозяйственный институт, после окончания которого в 1914 году вернулся Московский коммерческий институт, в котором с 1915 по 1973 год преподавал товароведение, в 1919—1930 годах был деканом промышленно-технологического отделения, в 1923—1925 годах — проректором, в 1959—1972 годах — деканом товароведного факультета, заведующим кафедрой товароведения продовольственных товаров Московского института народного хозяйства имени Г. В. Плеханова.
В первое десятилетие Советской власти проводил большую работу в Высшем Совете Народного Хозяйства СССР по организации государственной пищевой промышленности страны и составлению Первого пятилетнего плана развития народного хозяйства СССР (на 1928—1932 годы). Организовал техникум и центральную лабораторию по маслобойно-жировому делу. Являлся членом ряда научно-технических советов и редколлегий научных журналов.
Профессор Козин создал научную дисциплину «Товароведение пищевых жиров, молока и молочных продуктов». За годы преподавательской деятельности под его научным руководством подготовлено четыре доктора наук и более 50 кандидатов наук.
Одновременно с педагогической работой в 1933—1950 годах руководил лабораторией технологического отдела Центрального научно-исследовательского института питания Наркомздрава СССР (с 1944 года — Академии медицинских наук СССР). Козиным были разработаны новые технологии промышленного производства майонеза, маргарина и других пищевых продуктов.
Опубликовал 150 научных статей и монографий, наиболее значимыми из которых стали «Производство майонеза» (1936), «Химия и товароведение пищевых жиров» (1939, 1949, 1958), «Пищевые эмульсии» (1955), «Применение эмульсий в пищевой промышленности» (1966). Автор учебников и учебных пособий для студентов профильных вузов.
В 1959—1970 годах являлся председателем экспертной комиссии по товароведению Высшей аттестационной комиссии СССР.
Избирался депутатом Москворецкого районного Совета народных депутатов города Москвы.
Николай Иванович Козин скончался 4 октября 1975 года в возрасте 87 лет.
В 1988 году, в память столетия со дня рождения профессора Козина, его именем названа одна из лабораторий кафедры химии РЭА им. Г. В. Плеханова, учреждена именная стипендия для студентов.

## Награды и звания
Награждён двумя орденами Ленина, орденом Трудового Красного Знамени, орденом Красной Звезды, медалями СССР, орденом Монгольской Народной республики. Заслуженный деятель науки и техники РСФСР.